# 알렉상드르 라카제트
알렉상드르 라카제트(Alexandre Lacazette, 프랑스어 발음: [alɛksɑ̃dʁ lakazɛt], 1991년 5월 28일 ~)는 프랑스의 축구 선수로 현재 사우디 프로페셔널리그의 네옴에서 스트라이커로 활약 중이며 2024년 하계 올림픽 은메달리스트이다.

## 국가대표팀 경력
라카제트는 프랑스 U-16 국가대표팀을 시작으로 프랑스 청소년 대표 경력을 시작했으며, 이후 U-17 국가대표팀 구성원으로 2008년 UEFA U-17 유럽축구선수권대회 준우승, U-19 국가대표팀 구성원으로 2010년 UEFA U-19 유럽축구선수권 대회 우승을 경험하였다. 2010년 UEFA U-19 유럽축구선수권대회 결승전에서는 스페인을 상대로 우승을 확정 짓는 골을 넣기도 하였다.
2011년 FIFA U-20 월드컵에서는 5골을 넣으며 팀을 4위에 올려놓는 데 기여했으며, 이 활약을 바탕으로 브론즈 부트를 수상하였다.

## 수상 내역

### 구단
올랭피크 리옹
- 쿠프 드 프랑스 : 2010-11
- 트로페 데 샹피옹 : 2012

#### 아스널
- FA컵 : 2019-20
- FA 커뮤니티 쉴드 : 2017
- UEFA 유로파리그 준우승 : 2018-19

#### 프랑스
- UEFA U-19 유로 : 2010

### 개인
- 2011년 FIFA U-20 월드컵 브론즈슈
- 리그 1 득점왕 : 2014-15
- 리그 1 올해의 선수 : 2014-15
- 리그 1 올해의 팀 : 2013–14, 2014–15, 2016–17
- 리그 1 이 달의 선수 3회
- 옹즈 드 브롱즈 : 2014-15
- UEFA 유로파리그 시즌의 스쿼드 : 2016-17
- 아스날 올해의 선수 : 2018-19